# Will Thonett
Wilhelm „Will“ Thonett (* 16. Juli 1931 in Köln; † 5. Juni 1973 ebenda) war ein deutscher Künstler.

## Leben
Will Thonett lebte in Köln und arbeitete dort als freier Künstler. Er studierte ab 1953 freie Malerei an den Kölner Werkschulen bei Friedrich Vordemberge, dessen Meisterschüler er 1956 wurde. 1957 erfolgte die Heirat mit der Künstlerin Marianne Tralau, das Paar hatte drei Kinder (* 1958; 1959, 1962).
Gemeinsam mit Fritz H. Lauten, Marianne Tralau, Hermann Baus und Clärchen Baus-Mattar gründete er die Künstlergruppe „kölnerschule“. Am 9. Juni 1962 nahm er an der Bühne für sinnliche Wahrnehmung – KONZIL, einem im Rahmen des „Studium Universale“ der Universität Bonn von Gerd Hergen Lübben gegründeten kulturellen Forum, mit der Ausstellung seiner so apostrophierten „TIHRBILDER’ANIMÄLDE“ teil. 
Neben der Malerei wandte sich Thonett in seinen letzten Jahren zunehmend der Holzbildnerei zu, wobei er gebrauchtes Holz, z. B. Teile von Schränken, Schubladen, Fenstern oder Eisenbahnschwellen verwendete. Seine bevorzugten Themen entstammten der christlichen Mythologie. Thonett bezeichnete sich als „abgefallenen Katholiken“. Im Rheinland gibt es zahlreiche Glasfenster von Thonett in Kirchen, Schulen und anderen öffentlichen Gebäuden.
Jürgen Schön schreibt im Kölner Stadt-Anzeiger anlässlich einer Ausstellung in der Kölner KAOS-Galerie: „Er war ein kölsches Original. Für die legendären Karnevalsfeste der ‚Scheune‘ sorgte er jedes Jahr für neue einfallsreiche Dekorationen. [...] Seine eigenwilligen Holzcollagen wirken frischer als die Werke vieler aktueller Youngster. Fundstücke mit deutlichen Benutzungs- und Vergänglichkeitsspuren waren Thonetts Ausgangsmaterial. Teilweise bemalt, setzte er sie zu Plastiken zusammen, in denen sich kölsche Frömmigkeit und kölscher Witz, der oft mit Verzögerung zuschlägt, mischen. Spartanisch und gerade so von größter Eindringlichkeit ein Kruzifix: Zwei dunkle Balken, ein dickes Holz als Kopf, der Dornenkranz ein zerbrochener Metallring. Voll Ironie Häuschen im Grünen oder Köln zum Mitnehmen: Hinter einem verwitterten Fensterrahmen sieht man zwei Domspitzen.“
Thonett starb 1973 im Alter von 41 Jahren in seiner Kölner Wohnung.

## Werk
| Kirchenfenster: - St. Kunibert (Köln) (Chor/Apsis: 1 Fenster untere Reihe, Mitte; Krypta: 1 Fenster Osten) - St. Ursula (Köln) (Rundbogenfenster West- und Südwand, 1967) - St. Pius, Köln-Zollstock (Krypta, 1957) - St. Germanus (Wesseling) (2 Fenster Beichtkapelle, 1963) - St. Bruder Konrad Kapelle in Alt St. Alban, Köln (5 Fenster, 1962) - St. Peter, Zülpich (Krypta) - Kapelle Mülheimer Friedhof, Köln-Höhenberg, Frankfurter Str. - Redemptoristenkloster Köln-Mülheim, Holsteinstr. 1 (7 Fenster Wohn-/Verwaltungshaus) abgerissen - St. Johann Baptist, Bergisch Gladbach-Refrath (1963) - St. Severin (Hermülheim), Hürth-Hermülheim, Severinusstr./Ecke Krankenhausstr.(1967) (Südwand) - St. Johann Evangelist, Köln-Stammheim (Altarraum, 1972) - St. Mariä Geburt (Efferen), Hürth-Efferen, Frongasse 8 (1973) - St. Mariä Geburt, Köln-Stammheim - Kirche der Katholischen Hochschulgemeinde, Köln-Sülz (1969) - Kapelle der Dr. Dormagen Stiftung, Köln-Longerich (1960er) – nicht mehr vorhanden | Fenster in anderen öffentlichen Gebäuden - Humboldt-Gymnasium, Köln, Kartäuserwall 40(12 Fenster, Treppenhaus, 1958) - Berthold-Otto-Grundschule, Köln-Holweide, Buschfeldstr. 46 (Treppenhaus, Gebäude A+B, 1962) - Katholische Grundschule, Köln-Holweide, Friedlandstr. 5 (Treppenhaus, 1962) - Albertus-Magnus-Gymnasium Köln, Köln-Neuehrenfeld, Ottostraße 87 - Schule Berliner Straße, Köln-Dünnwald (Treppenhaus) - Berufskolleg Stadtmitte, Mülheim/Ruhr, Von-Bock-Str. 87-89 (1965) - Berufskolleg Humboldtstr., Gebäude Perlengraben, Treppenhaus, Köln - Hans-Böckler-Berufskolleg, Köln-Deutz, Eitorfer Str. 18-20 (Treppenhaus B/C und C) - Berufskolleg Deutzer Freiheit, Köln-Deutz, Eumeniusstr. 4 (Treppenhaus Gebäude A) - ehemaliges Ursula- u. Hermann-Josef Haus/Kinderheim Köln-Sülz (Treppenhaus, Gebäude Münstereifeler Str., 1960er) – abgerissen - Ev. Gemeindezentrum, Hückelhoven | Kunstwerke in öffentlichen Gebäuden - Deutsche Sporthochschule Köln, Müngersdorf, Am Sportpark Müngersdorf: Betonskulptur/Reliefwand (Musisches Forum, Durchgang zwischen Halle 3 und 4) - Hallenbäder in Siegburg, Hückelhoven (Wandkeramik), Süchteln (Wandkeramik) - St.-Nicolai-Kirche, Eckernförde: Kreuzigungsgruppe |